# Irische Renaissance
Als irische Renaissance (englisch Irish Renaissance, auch Irish Revival oder fälschlich Celtic Revival, Celtic Dawn, irisch Athbheochan Cheilteach) wird eine Vielzahl von Bestrebungen, Bewegungen und einzelnen Personen zusammengefasst, die Ende des 19. Jahrhunderts und Anfang des 20. Jahrhunderts im weitesten Sinne eine Wiedererweckung der irischen Identität und Kultur zum Ziel hatten.

## Ursprünge
Nachdem 1607 (Flight of the Earls) die Reste des irischen Adels größtenteils außer Landes geflohen waren, besaß die traditionelle irisch-gälische Kultur und Kunst keine gesellschaftliche und politische Basis mehr. Die irischsprachige Literatur verflachte mit wenigen Ausnahmen rapide, Dichter und Sänger waren über Generationen arbeitslos und gehörten nun oft dem fahrenden Volk an. Nur in wenigen Familien wurde der traditionellen Aufgabe nachgegangen, alte kulturelle Traditionen zu pflegen, Manuskripte zu kopieren oder Kunstgegenstände zu sammeln.
Im späten 18. Jahrhundert begannen sich Teile des entstehenden Bildungsbürgertums in großen Teilen Europas für Geschichte, Kunst und Archäologie zu interessieren. Einigen von ihnen standen zudem die finanziellen Möglichkeiten zum Sammeln von Artefakten, alten Büchern und Handschriften sowie Kunstgegenständen zur Verfügung. Zu dieser Zeit erwachte auch das Interesse für die irische Kultur erneut. Die politischen und kulturellen Beziehungen zwischen Irland und Großbritannien waren eng und gipfelten 1800 im Act of Union, der formellen Vereinigung der beiden zuvor in Personalunion regierten Königreiche. Daher ist es kaum verwunderlich, dass viele dieser Interessierten und Enthusiasten aus England stammten.
Im Jahre 1785 wurde die Royal Irish Academy mit dem Ziel gegründet, das Studium der Natur- und Geisteswissenschaften sowie der Gesellschaftswissenschaften zu befördern. Einige gelehrte Gesellschaften, etwa für Geographie und Archäologie, wurden etwa in jener Zeit ebenfalls gegründet. Zaghaft wurde begonnen, die reichen Bodendenkmäler des Landes zu erforschen, Manuskripte gezielt und systematisch zu sammeln sowie teilweise auszuwerten, Wortlisten und Wörterbücher für die irische Sprache zu erstellen und ähnliche Felder zu bearbeiten. Die Ausrichtung dieser Aktivitäten war im Großen und Ganzen jedoch ganz unpolitisch und losgelöst von etwaigen Freiheitsbestrebungen der Iren. Zudem waren aus gesellschaftlichen und finanziellen Gründen die meisten Beteiligten an einer Union mit Großbritannien interessierte Protestanten, nicht Katholiken.
Katholiken waren durch die 1695 erlassenen Strafgesetze (Penal Laws) weitgehend aus dem gesellschaftlichen Leben ausgeschlossen worden. Erst mit der katholischen Emanzipation in den 1820er Jahren und der unter Daniel O’Connell herbeigeführten Politisierung breiter Volksmassen in den 1830er und 1840er Jahren konnte ein kulturelles Bewusstsein eine Massenbasis erreichen, die sich dann jedoch sehr schnell politisch äußerte. Irland galt zu dieser Zeit als politischste Nation der Welt. In den folgenden Jahrzehnten wurden diverse politische Organisationen gegründet, so 1858 die militante Irish Republican Brotherhood (IRB), 1870 die orientierte Home Government Association (1873 in Home Rule League, 1882 in Irish Parliamentary Party umbenannt) u. v. a. gegründet.
Diese politischen Bewegungen wurden ab den 1860er Jahren ergänzt (und verstärkt) durch die Rückbesinnung auf die eigene Kultur und einen wachsenden Stolz auf irische Traditionen. Daraus entstanden – nach dem Vorreiter, der bereits 1806 gegründeten Gaelic Society, – u. a. die Irish Archeological Society und die Celtic Society, schließlich die beiden Celtic Literary Societies in Dublin und in York. Fortan erschienen mehr und mehr Bücher zu irischen Themen, u. a. Sammlungen irischer Sagen.

## Höhepunkt um die Jahrhundertwende
Eine der einflussreichsten kulturellen Organisationen, die in den letzten Jahrzehnten vor der Jahrhundertwende gegründet wurden, war die Gaelic Athletic Association (1884). Sie verschrieb sich der Förderung irischer Sportarten wie Hurling, Camogie und Gaelic Football, wodurch sie über eine hohe Identifikationskraft verfügte. Weitaus wichtiger war die 1893 gegründete Gaelic League (irisch: Conradh na Gaeilge). Diese hatte sich die Förderung und Verbreitung der irischen Sprache zum Ziel gesetzt. Die zahlreichen Irischkurse der League waren bald gut besucht und die Organisation selbst zu einer festen Größe im kulturellen Leben des Landes geworden. Anfangs eine fast unpolitische Organisation, wurde sie bald zum Auffangbecken für Nationalisten jeglicher Couleur. Durch die Situation in Irland zu dieser Zeit waren Kultur und Politik nie wirklich zu trennen.
Die dritte einflussreiche Institution war das 1899 unter dem Namen Irish Literary Theatre gegründete Abbey Theatre in Dublin. Dieses wurde von William Butler Yeats und Lady Augusta Gregory gegründet und war als Förderanstalt für das moderne irische Drama und die (anglo-)irische Literatur gedacht. Viele neu entstandene Stücke, vor allem auch der Gründer selbst, erlebten hier ihre Uraufführung.
Unter dem Begriff irische Renaissance wird im engeren Sinne der literarische Aspekt dieser Entwicklungen verstanden. Als relativ einheitliche Literaturperiode wird die Irish Renaissance zumeist auf den Zeitraum von etwa 1890 bis 1920 begrenzt. Der Sturz von Charles Stewart Parnell (1890) sowie das Scheitern der Bemühungen um Home Rule und die Einigung Irlands bewirkten auf politischer Ebene eher einen Desillusionierungsprozess und führten zu einer Verstärkung des Engagements für eine kulturelle Einheit Irlands. Im Zentrum dieser Bewegung stand vor allem die literarische und Theater-Szene im Dublin der Jahrhundertwende. Ende des 19. und vor allem Anfang des 20. Jahrhunderts erschien eine große Menge an lyrischen, dramatischen und Prosawerken, die Irland auf nicht gekannte Weise darstellten.
Autoren wie William Butler Yeats, Lady Augusta Gregory, Douglas Hyde und George William Russell standen vor der schwierigen Aufgabe, einem Land, das ihrer Ansicht nach nicht nur seine Unabhängigkeit, sondern auch seine Identität verloren hatte, ein neues Selbstgefühl und Selbstbewusstsein und insbesondere eine Idee von sich selbst zu geben. Ihre Methoden bestanden daher vor allem darin, ein ideell und politisch unabhängiges Irland zu kreieren, indem eine fiktive Vergangenheit mit einer romantisierten ländlichen Welt im Westen Irlands verbunden wurde.
Viele der Texte waren in einer pseudomythologischen Vergangenheit angesiedelt, die mit den alt- und mittelirischen Sagen wenig zu tun hatten, da die Autoren meist nur auf mehr oder weniger verwässerte folkloristische Versionen zurückgreifen konnten. Auch in den in die Gegenwart eingebetteten Texten wurde die Idee oft über die Realität gestellt. Der recht harsche und armselige Alltag der Landbevölkerung wurde meist samt allen vorhandenen Klassendifferenzen ausgeblendet. Anstelle dessen fokussierte man sich auf die innere Harmonie und die geistige Reinheit der irischen Bauern und Fischer. Jedoch vor allem im Werk von William Butler Yeats gibt es auch deutliche politische Zeitbezüge, etwa in dem Gedicht Easter 1916.
Als vergleichsweise geschlossene literarische Bewegung und einheitliche Literaturperiode im engeren Sinne endete die Irish Renaissance mit dem Abschluss des Anglo-Irischen Vertrags und der Entstehung des irischen Freistaats (1921–1922), da sich nach dem Ende des Unabhängigkeitskampfes die kulturelle Situation des Landes grundlegend geändert hatte. Literaturgeschichtlich wird dieser Zeitpunkt zumeist als Beginn der neueren anglo-irischen Literatur verstanden.
Dennoch blieb die Irish Renaissance als weltanschauliche oder kulturelle Strömung in Irland vor allem über Persönlichkeiten wie Douglas Hydes und Éamon de Valeras bis in die 1950er Jahre wirksam. Trotz der Abkehr von dieser Art innerer Emigration seit den 1960er Jahren ist davon bis heute viel zu spüren.
Doch nicht alle irischen Schriftsteller und Dichter der Zeit folgten dieser Rückbesinnung auf vorgeblich traditionelle Werte. John Millington Synge, Seán O’Casey und George Bernard Shaw beispielsweise zeigten vor allem die unromantischen, realistischen Seiten Irlands (Synge) oder orientierten sich stark an der internationalen Literatur (Shaw, O’Casey). Oscar Wilde versuchte, das vor allem aus unzähligen Bühnenstücken sattsam bekannte Bild des halb lächerlichen „Theater-Iren“ (stage Irishman) zu unterminieren, indem er häufig den Blickwinkel der Engländer einzunehmen und das Bild auf diese Weise zu korrigieren suchte.
Zwei Dichter der nächsten Generation gingen ganz neue Wege, James Joyce und Samuel Beckett. Beide emigrierten als junge Männer auf den europäischen Kontinent und ließen sich frühzeitig von der dortigen literarischen Avantgarde beeinflussen. Während Beckett jedoch Irland aus seinen Texten weitgehend ausklammerte, thematisierte Joyce zeitlebens seine Heimat. Jedes seiner Bücher bietet sehr spezifische Einblicke in die irische Gesellschaft in den ersten beiden Jahrzehnten des 20. Jahrhunderts. Im Nachhinein betrachtet hinterließen beide Autoren ein viel nachhaltigeres und unumstritteneres literarisches Erbe als Yeats oder Lady Gregory. In der ersten Hälfte des Jahrhunderts galten sie in Irland jedoch den meisten Lesern und Kritikern als irrelevante oder abzulehnende Schriftsteller.

## Irisch-Gälisch oder Anglo-Irisch?
Fast alle Dichter, die der irischen Renaissance zugerechnet werden, schrieben ausschließlich auf Englisch. Dies steht in krassem Gegensatz zu den Bemühungen etwa der Gaelic League, die irische Sprache als nationale und Alltagssprache wiederherzustellen. Die Herkunft der meisten Beteiligten war jedoch städtisch und häufig protestantisch. Wenige hatten enge Kontakte mit dem ebenfalls meist englischsprechenden, einfachen Volk auf dem Lande. Die irische Sprache war ihnen ein ebenso fremdes Medium wie den meisten Engländern. Sich irisch zu fühlen, irisch zu denken und irisch zu schreiben, wie sie es beabsichtigten, hatte Ende des 19. Jahrhunderts mit der irischen Sprache nur noch wenig zu tun. Die literarische Szene trennte sich zunehmend von der sehr aktiven Sprachbewegung.
Dennoch entstanden kurz nach der Jahrhundertwende die ersten Werke moderner irischsprachiger Literatur. Diese Literatur war eine bewusste Neuschöpfung der irischen Sprachbewegung und wird seit der Gründung des irischen Freistaats 1922 bis heute aktiv finanziell und gesellschaftlich gefördert. Bereits 1904 erschien mit Séadna, einer Art Faustversion von Pater Peadar Ua Laoghaire, der erste literarisch und sprachlich einflussreiche Roman der modernen irischsprachigen Literatur. Pádraic Ó Conaire veröffentlichte 1910 den Roman Deoraidheacht („Exil“), der das Leben im Exil in England beschreibt und dabei einen konsequent modernen Stil einhält. Doch brauchte die Moderne einige Jahrzehnte, bis sie in der irischsprachigen Literatur wirklich Einzug halten konnte. Erst mit Máirtín Ó Cadhain (1906–1970) und verschiedenen Autoren ab den 1960er und 1970er Jahren wurde die irische Literatur zu einer zwar kleinen, aber „normalen“ internationalen Literatur.
Die irische Renaissance war ohnehin vielgestaltig, auch in der Sprachfrage war sie geteilt. Zwischen Autoren der beiden Sprachen gab es offenbar nur wenige persönliche Kontakte, doch wurden zumindest die englischsprachigen Werke von irischsprachigen Autoren rezipiert. Beide Bereiche erwiesen sich jedoch als äußerst fruchtbar für die nachfolgende irische Literatur.

## National oder international?
Ein Großteil der frühen Beteiligten dieser „Bewegung“ konzentrierte sich auf die Aufgabe, Irland mit einem Selbstbild und mit Selbstvertrauen zu versehen. Dazu sollte der Nation erklärt werden, was und wer sie war, woher sie stammte. Oft war diente zur Erklärung eher ein Traumbild als ein Spiegel, doch dieser Blick nach innen dominierte das kulturelle Selbstverständnis bis weit über die Mitte des 20. Jahrhunderts hinaus.
Für Autoren wie Joyce, Beckett, O’Casey, Ó Conaire und Ó Cadhain, die sich auf diese Begrenzungen nicht einließen, war es häufig sehr schwer oder gar unmöglich, sich mit weltoffeneren und moderneren Ansätzen und Ideen in Irland durchzusetzen. Die auf Englisch schreibenden unter ihnen erfuhren im Ausland oft mehr Ruhm und Anerkennung als in Irland.
Bei dieser Bewertung sollte jedoch nicht vergessen werden, dass Yeats, Lady Gregory, Hyde und andere im späten 19. Jahrhundert vor der selbstgewählten Aufgabe standen, etwas ganz neues zu schaffen. Auch wenn aus heutiger Sicht vieles (pseudo-)romantisch und irrational wirkt, haben diese Autoren die Grundlage für die moderne irische Literatur gelegt. Möglicherweise haben erst ihre Bücher die Voraussetzung geschaffen, dass Joyce, Beckett und später Austin Clarke oder Denis Devlin sich so bewusst von dieser Art der Spätromantik absetzen und international orientierte Wege beschreiten konnten.

## Abflauen der Bewegung
Nachdem die irische Bewegung, insbesondere die Gaelic League im ersten Jahrzehnt des 20. Jahrhunderts enorme Mitgliederzahlen vorweisen bzw. auf breite Unterstützung bauen konnte, flaute dies nach dem Erreichen der Unabhängigkeit 1922 recht bald ab. Die irische Sprache wurde zwar als offiziell erste Sprache des neuen Staates installiert, die Anzahl der Muttersprachler konnte jedoch nie mehr erhöht werden. Durch die Einführung des Pflichtfaches an staatlichen Schulen wurde jedoch das Irische als Zweitsprache so stark wie nie zuvor.
Die Quantität und Qualität der irischen Literatur auf Englisch wie auf Irisch ist jedoch nicht abgeflaut. Der enorme Impetus durch die „Renaissancebewegung“ hinterlässt bis heute ihre Spuren in Irland. Das Land ist für seine zahlreichen Literaturnobelpreisträger ebenso bekannt wie für die breite Anerkennung, die die meisten Schriftsteller und Dichter im öffentlichen Leben genießen. Die irischsprachige Literatur weist seit den 1970er Jahren so hohe Publikationszahlen wie nie zuvor auf.

## Wichtige Werke
- William Carleton, Collected Works, 1854
- William Butler Yeats, Fairy and Folk Tales of the Irish Peasantry, 1888
- William Butler Yeats, The Wanderings of Oisin and Other Poems, 1889
- William Butler Yeats, The Celtic Twilight, 1893
- Oscar Wilde, The Importance of Being Earnest, 1895
- Oscar Wilde, The Ballad of Reading Gaol, 1899
- William Butler Yeats, Cathleen ni Houlihan, 1902
- Lady Gregory, Poets and Dreamers, 1903
- Peadar Ua Laoghaire, Séadna, 1904
- George Bernard Shaw, John Bull’s Other Island, 1907
- William Butler Yeats, The Green Helmet and Other Poems, 1910
- Pádraic Ó Conaire, Deoraidheacht, 1910
- Lady Gregory, Irish Folk History Plays, 1912
- George William Russell, Collected Poems, 1913
- George Bernard Shaw, Pygmalion, 1914
- James Joyce, A Portrait of the Artist as a Young Man, 1916
- Æ (George Russell), Candle of Vision, 1918
- William Butler Yeats, Michael Robartes and the Dancer, 1921
- James Joyce, Ulysses, 1922
- Seán O’Casey, The Shadow of a Gunman, 1923
- Sean O’Casey, Juno and the Paycock, 1924
- Sean O’Casey, The Silver Tassie, 1929
- Samuel Beckett, Murphy, 1938
- Brian O’Nolan, At Swim-two-Birds, 1939
- Máirtín Ó Cadhain, An Braon Broghach, 1948
- Máirtín Ó Cadhain, Cré na Cille, 1949
- Samuel Beckett, Waiting for Godot, 1952
- Samuel Beckett, Endgame, 1958